# Szaturnusz-díj a legjobb televíziós akcióthriller-sorozatnak
A legjobb televíziós akcióthriller-sorozatnak járó Szaturnusz-díjat évente adja át az Academy of Science Fiction, Fantasy & Horror Films szervezet, a 2016-os, 42. díjátadó óta. A legtöbb díjat, a Better Call Saul című sorozat nyerte el négyszer egymást követő évben.
A 47. díjátadón ketté választották: kábel/hálózat-ra és streaming-re.

## Győztesek és jelöltek

### 2010-es évek
| Év                       | Magyar cím                         | Eredet cím       |
| ------------------------ | ---------------------------------- | ---------------- |
| 2015 (42. díjátadó)      | Hannibal                           | Hannibal         |
| 2015 (42. díjátadó)      | Bates Motel – Psycho a kezdetektől | Bates Motel      |
| 2015 (42. díjátadó)      | Rejtjelek                          | Blindspot        |
| 2015 (42. díjátadó)      | Fargo                              | Fargo            |
| 2015 (42. díjátadó)      | Az utolsó remény                   | The Last Ship    |
| 2015 (42. díjátadó)      | A titkok könyvtára                 | The Librarians   |
| 2015 (42. díjátadó)      | Mr. Robot                          | Mr. Robot        |
| 2016 (43. díjátadó)      | Riverdale                          | Riverdale        |
| 2016 (43. díjátadó)      | Animal Kingdom                     | Animal Kingdom   |
| 2016 (43. díjátadó)      | Bates Motel – Psycho a kezdetektől | Bates Motel      |
| 2016 (43. díjátadó)      | Designated Survivor                |                  |
| 2016 (43. díjátadó)      | A titkok könyvtára                 | The Librarians   |
| 2016 (43. díjátadó)      | Mr. Robot                          | Mr. Robot        |
| 2016 (43. díjátadó)      | Underground                        |                  |
| 2017 (44. díjátadó)      | Better Call Saul                   | Better Call Saul |
| 2017 (44. díjátadó)      | The Alienist                       |                  |
| 2017 (44. díjátadó)      | Animal Kingdom                     | Animal Kingdom   |
| 2017 (44. díjátadó)      | Fargo                              | Fargo            |
| 2017 (44. díjátadó)      | Into the Badlands                  |                  |
| 2017 (44. díjátadó)      | Mr. Mercedes                       |                  |
| 2017 (44. díjátadó)      | Riverdale                          | Riverdale        |
| 2018/2019 (45. díjátadó) | Better Call Saul                   | Better Call Saul |
| 2018/2019 (45. díjátadó) | Megszállottak viadala              | Killing Eve      |
| 2018/2019 (45. díjátadó) | Az utolsó remény                   | The Last Ship    |
| 2018/2019 (45. díjátadó) | The Purge                          |                  |
| 2018/2019 (45. díjátadó) | A tettes                           | The Sinner       |
| 2018/2019 (45. díjátadó) | Mr. Mercedes                       |                  |
| 2018/2019 (45. díjátadó) | Riverdale                          | Riverdale        |
| 2019/2020 (46. díjátadó) | Better Call Saul                   | Better Call Saul |
| 2019/2020 (46. díjátadó) | Castle Rock                        | Castle Rock      |
| 2019/2020 (46. díjátadó) | Jack Ryan                          | Jack Ryan        |
| 2019/2020 (46. díjátadó) | The Outpost                        |                  |
| 2019/2020 (46. díjátadó) | Pennyworth                         |                  |
| 2019/2020 (46. díjátadó) | Snowpiercer – Túlélők viadala      | Snowpiercer      |
| 2019/2020 (46. díjátadó) | Riverdale                          | Riverdale        |

### 2020-as évek
| Év                       | Magyar cím              | Eredeti cím            | Adó                |
| ------------------------ | ----------------------- | ---------------------- | ------------------ |
| 2021/2022 (47. díjátadó) | Kábel / Hálózat         | Kábel / Hálózat        | Kábel / Hálózat    |
| 2021/2022 (47. díjátadó) | Better Call Saul        | Better Call Saul       | AMC                |
| 2021/2022 (47. díjátadó) |                         | Dark Winds             | AMC                |
| 2021/2022 (47. díjátadó) | Végtelen égbolt         | Big Sky                | ABC                |
| 2021/2022 (47. díjátadó) | Feketelista             | The Blacklist          | NBC                |
| 2021/2022 (47. díjátadó) |                         | Dexter: New Blood      | Showtime           |
| 2021/2022 (47. díjátadó) | Túlélőjátszma           | Yellowjackets          | Showtime           |
| 2021/2022 (47. díjátadó) | Outlander – Az idegen   | Outlander              | Starz              |
| 2021/2022 (47. díjátadó) | Streaming               |                        |                    |
| 2021/2022 (47. díjátadó) | A fiúk                  | The Boys               | Amazon Prime Video |
| 2021/2022 (47. díjátadó) | Bosch: Örökség          | Bosch: Legacy          | Amazon Freevee     |
| 2021/2022 (47. díjátadó) | Leverage: Redemption    |                        | Amazon Freevee     |
| 2021/2022 (47. díjátadó) | Reacher                 | Reacher                | Amazon Prime Video |
| 2021/2022 (47. díjátadó) | Cobra Kai               | Cobra Kai              | Netflix            |
| 2021/2022 (47. díjátadó) | Az Esernyő Akadémia     | The Umbrella Academy   | Netflix            |
| 2021/2022 (47. díjátadó) | Peacemaker – Békeharcos | Peacemaker             | HBO Max            |
| 2022/2023 (48. díjátadó) | Outlander – Az idegen   | Outlander              | Starz              |
| 2022/2023 (48. díjátadó) |                         | La Brea                | NBC                |
| 2022/2023 (48. díjátadó) | Manifest                | Manifest               | Netflix            |
| 2022/2023 (48. díjátadó) |                         | Quantum Leap           | NBC                |
| 2022/2023 (48. díjátadó) | Jack Ryan               | Tom Clancy's Jack Ryan | Amazon Prime Video |
| 2022/2023 (48. díjátadó) | Vaják                   | The Witcher            | Netflix            |
| 2022/2023 (48. díjátadó) | Túlélőjátszma           | Yellowjackets          | Showtime           |

## Rekordok

### Többszörös győzelmek
négy győzelem
- Better Call Saul

### Többszörös jelölések
négy jelölés
- Riverdale
- Better Call Saul

két jelölés
- Animal Kingdom
- Bates Motel – Psycho a kezdetektől
- Fargo
- Jack Ryan
- Mr. Robot
- Mr. Mercedes
- Outlander – Az idegen
- Az utolsó remény
- A titkok könyvtára
- Túlélőjátszma

## Fordítás
- Ez a szócikk részben vagy egészben  a   Saturn Award for Best Action-Thriller Television Series című angol Wikipédia-szócikk fordításán alapul.  Az eredeti cikk szerkesztőit annak laptörténete sorolja fel. Ez a jelzés csupán a megfogalmazás eredetét és a szerzői jogokat jelzi, nem szolgál a cikkben szereplő információk forrásmegjelöléseként.